# 奥山田温泉
奥山田温泉（おくやまだおんせん）は、長野県上高井郡高山村（旧国信濃国）の信州高山温泉郷の最も奧にある秘湯。

## 泉質
単純硫黄温泉。源泉72.9℃。pH6.8

## 概要
長野県高山村山田牧場にあるロッジやペンション11軒が温泉を引き湯して奥山田温泉と称するようになったが、現在でも両方の名称が併用されている。スキー場（山田牧場スキー場からYAMABOKUワイルドスノーパークに改称）やキャンプ場があり、標高1500mから眺望できる善光寺平は絶景。

## アクセス
- 自動車：上信越自動車道須坂長野東ICから約40分。または小布施スマートICから約30分。
- 鉄道：長野電鉄長野線・河東線：須坂駅よりバスで山田温泉。冬季はここからシャトルバス。

## 周辺観光スポット
- 山田温泉キッズスノーパーク（山田温泉スキー場）
- YAMABOKUワイルドスノーパーク（山田牧場スキー場）
- 山田温泉
- 五色温泉
- 七味温泉
- 松川渓谷
- 雷滝
- 八滝
- 高山村五大桜　シダレザクラ（枝垂れ桜）（村内各地）
- 福島正則屋敷跡
- 歴史公園信州高山一茶ゆかりの里一茶館

## 参考
- 信州高山温泉郷観光協会パンフレット